# Hilderaldo Bellini

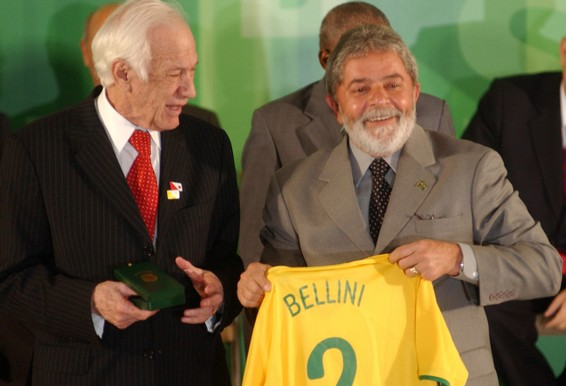
Hilderaldo Bellini (links) mit dem damaligen Präsidenten Lula (2008)

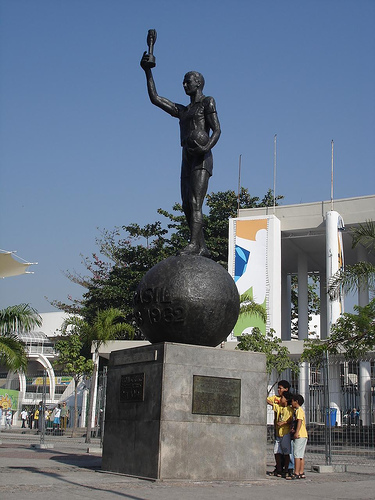
Statue von Bellini vor dem Maracanã

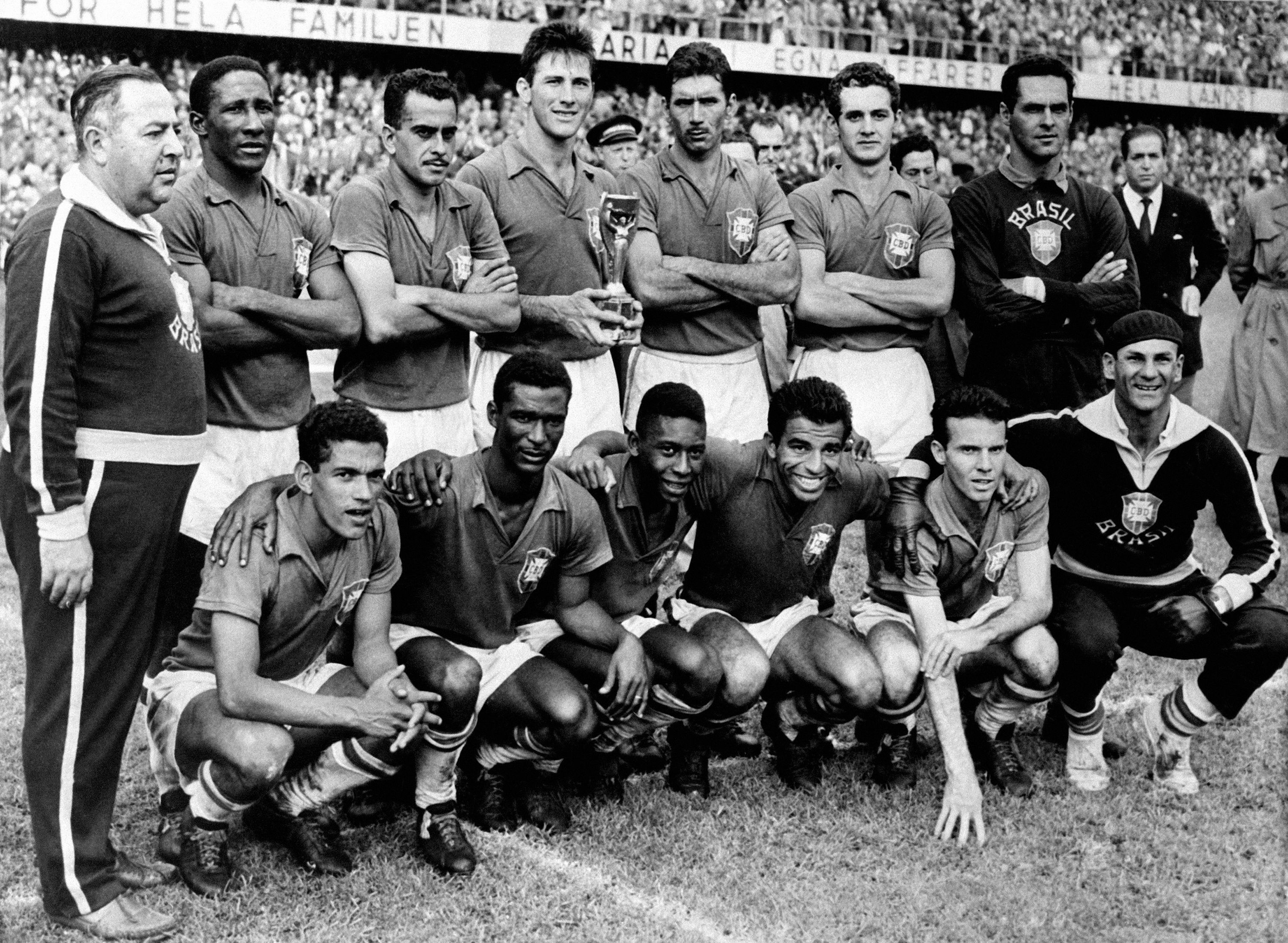
Brasilien 1958: Vicente Feola (Trainer), Djalma Santos, Zito, Bellini, Nilton Santos, Orlando, Gilmar - Garrincha, Didi, Pelé, Vava, Zagallo.

Hilderaldo Luiz Bellini (* 7. Juni 1930 in Itapira, São Paulo; † 19. März 2014 in São Paulo) war ein brasilianischer Fußballspieler. In den 1950er Jahren hatte er große Erfolge mit dem CR Vasco da Gama in Rio de Janeiro. In den 1960er Jahren spielte er beim FC São Paulo. Der Höhepunkt seiner Karriere war, als er 1958 bei der Weltmeisterschaft in Schweden als Spielführer der brasilianischen Nationalmannschaft den damaligen Weltmeisterschaftspokal, die Coupe Jules Rimet, in Empfang nehmen durfte – und sie dabei stilprägend mit beiden Händen über sein Haupt erhob.

## Laufbahn
Hilderaldo Bellini schloss sich 1947 der gerade erst gegründeten Sociedade Esportiva in seiner Heimatstadt Itapira – rund 180 km östlich der Staatshauptstadt São Paulo an der Grenze zu Minas Gerais gelegen – an die in jenem Jahr an der Hinterland-Meisterschaft, dem Campeonato do Interior des Bundesstaates teilnahm. Ab 1949 spielte er für Esportiva im nahegelegenen São João da Boa Vista.
Ende des Jahres 1951 wurde er zum CR Vasco da Gama in die damalige Bundeshauptstadt Rio de Janeiro geholt. Mit der Staatsmeisterschaft 1952 gewannen die Malteserkreuzer dabei den letzten Titel ihrer Ära als Expresso de Vitória, der Goldenen Ära des Klubs.
Bellini war Kapitän und Zentralverteidiger in der Seleção bei der Weltmeisterschaft 1958 in Schweden, als Brasilien mit begeisterndem Kombinationsfußball und einem für die Europäer überraschenden 4:2:4-System erstmals die Weltmeisterschaft gewann. Der Abwehrorganisator mit dem Spitznamen „Eisenfuß“ war ein Garant dafür, dass die Mannschaft von Vicente Feola ohne ein Gegentor die Vorrunde und das Viertelfinale in Schweden absolvierte und erst im torreichen Halbfinale gegen Frankreich die ersten zwei Gegentreffer hinnehmen musste. Seine größte Stärke lag nicht unbedingt auf dem Spielfeld, sondern in seiner Persönlichkeit, die ihn bei Vasco und in der Nationalmannschaft zur Leitfigur machten. Die Defensivformation des Turnieres in Schweden mit Torhüter Gilmar, dem Außenverteidigerpaar Djalma Santos und Nílton Santos sowie in der Innenverteidigung mit Bellini und Orlando und dem Defensivchef im Mittelfeld, Zito, war mit das Beste, was der Weltfußball in den bisherigen Weltturnieren je gesehen hat. Durch die herausragenden Offensivspieler Garrincha, Didi, Vavá und Pelé geriet die großartige Abwehrkunst des ersten brasilianischen Weltmeisterteams etwas in den Hintergrund.
Bellini nahm noch an der Weltmeisterschaft 1962 in Chile teil – dort war er lediglich Reserve seines Nachfolgers Mauro und verfolgte die Titelverteidigung von der Bank aus – und kam in seiner dritten WM-Teilnahme 1966 in England nochmals in zwei Gruppenspielen zum Einsatz. Sein Debüt in der Nationalmannschaft gab er am 13. Juli 1957 in Lima gegen Peru (1:1), sein letztes von 56 Länderspielen absolvierte er am 15. Juli 1966 in Liverpool bei der 1:3-Niederlage in der WM-Vorrunde gegen Ungarn. Er wurde in den Jahren 1957 und 1959 jeweils Zweiter mit der Nationalmannschaft bei der Copa America, jeweils als Spieler von Vasco da Gama.
Seine Vereinskarriere durchlief er bis 1960 bei Vasco da Gama, FC São Paulo (bis 1966) und beendete 1969 bei Athletico Paranaense seine aktive Laufbahn.
Bellini, der, wie zunächst irrtümlich angenommen wurde, nicht an der Alzheimer-Krankheit litt, starb in einem Krankenhaus in São Paulo. Die Familie Bellinis stellte auf Bitte des Neurologen Ricardo Nitrini das Gehirn des Verstorbenen der medizinischen Alzheimer-Forschung zur Verfügung. Bei den Untersuchungen der Neuropathologin Dr Lea T. Grinberg ergab sich, dass Bellini an chronisch-traumatischer Enzephalopathie (CTE) erkrankt war. Die Zusammenschau der Befunde ergab, dass es sich um das Stadium IV gehandelt haben muss, der Maximalausprägung der Erkrankung.

## Mannschaften
- 1957–1966: Brasilianische Fußballnationalmannschaft (51 Spiele)
- 1947–1948: SE Itapirense
- 1949–1951: Esportiva São Joanense
- 1952–1961: CR Vasco da Gama
- 1962–1967: FC São Paulo
- 1968–1969: Athletico Paranaense

## Erfolge
- Fußball-Weltmeisterschaft: 1958, 1962 (ohne Spiel)
- Torneio Rio-São Paulo: 1958
- Staatsmeisterschaft von Rio de Janeiro: 1952, 1956, 1958